# روساسکو
روساسکو (به ایتالیایی: Rosasco) یک کومونه در ایتالیا است که در استان پاویا واقع شده‌است. روساسکو ۱۹٫۸ کیلومتر مربع مساحت و ۶۹۱ نفر جمعیت دارد و ۱۱۴ متر بالاتر از سطح دریا واقع شده‌است.